# Аштарак
Аштарак (јерм. Աշտարակ) је град у Јерменији и административни центар марза Арагацотн. Смештен је на левој обали реке Касах, око 20ак км северозападно од главног града Јеревана. 
Важан је индустријски и културни центар земље, а убрзани развој дугује близини Јеревана, те се развија као сателитски град главног града Јерменије. Важно је саобраћајно чвориште преко којег воде путеви који повезују Јереван са Гјумријем на северу и Ванадзором на североистоку.
Премс проценама за 2011. у граду је живело 21.600 становника.

## Географија
Аштарак је смештен на десној и високој обали реке Касах, на 20 км северозападно од Јеревана. Налази се на крајњем југоистоку марза Арагацотн. 
Град се налази у зони оштре континенталне климе. Подручје око града је доста суво са свега 358 мм падавина годишње. 

## Историја
Као један од најстаријих јерменских градова, Аштарак је основан у IX веку а у целости је обновљен у XVII веку.
Статус градског центра Јерменије добио је 1963. године. Данас поред функције главног административног центра марза Арагацотн, Арташат представља средиште и истоименог округа у марзу (једног од четири). 

## Привреда
Захваљујући близини Јеревана, Аштарак има веома развијену индустрију која углавном почива на погонима прехрамбене индустрије. Индустрија почива на преради локалних пољопривредних производа, а захваљујући виноградима у близини, развијена је и индустрија вина. Такође једна од највећих млекара у Јерменији налази се управо у Аштараку. 
Због суве климе 1957. године изграђен је Арзни-Шамирмански канал (дужине 20 км) којим се вода из Храздана доводи на поља око града за потребе наводњавања ораница. Поред винограда, овде се доста узгаја и пшеница. 

## Градске знаменитости
За три цркве Аштарака везује се једна од најлепших јерменских легенди. Према тој легенди, у Аштараку су живеле три сестре које су биле заљубљене у једног младића, принца Саргиса. Како све три нису могле бити са њим, две старије сестре су одлучиле да скоче са литице да би најмлађа могла да оствари своју љубав. Најстарија сестра је обукла хаљину боје кајсије а средња црвену хаљину, и обе су се бациле са литице у реку. Видевши то, најмлађа обуче хаљину белу као снег и скочи за њима. Дирнут њиховим чином, принц Саргис је напустио свој двор и постао испосник. На местима са којих су девојке скочиле са литице изграђене су три мање цркве које су назване по боји њихових хаљина (Кармравор, Спитакавор и Циранавор).
- Кармраворска црква (Црвена црква) је најочуванија од ове три црквице. Саграђена је у VII веку и посвећена Богородици.
- Спитакаворска црква (Бела црква) је највећа од њих. Грађена је између V и VI века, али данас је у рушевинама.
- Циранаворска црква (Наранџаста црква) је најстарија и најмања од њих. Саграђена је у V веку, али нажалост у потпуно је руинираном стању.

У граду се налазе још две цркве.
- Црква свете Марине саграђена је 1271. године и налази се у самом центру града.
- Црква светог Саркиса је најмлађи верски објекат у граду. Изграђена је крајем XIX века.

Једна од знаменитости града је и необичан степенасти мост из 1664. године са три лука једнаке висине а премоштава клисуру одмах испод цркве светог Саркиса.
- Кармраворска црква
- Рушевине Спитакаворске цркве
- Рушевине Циранаворске црквице
- Црква свете Марине из 1271. године
- Црква светог Саркиса
- Поглед на град и кањон Касаха

## Знаменити Аштарачани
- Нерсес V Аштаракетси (1770—1857), Католикос свих Јермена;
- Перч Прошијан (1837–1907), један од највећих јерменских књижевника. Његова кућа је 1948. претворена у музеј;
- Смбат Шахазиз (1840–1908), песник
- Нораир Сисакјан (1907–1966) биохемичар и један од оснивача астробиологије
- Геворг Емин (1918–1998), песник
- Вардгес Петросјан (1932–1994), драматург и прозаиста

## Градови побратими
- Алфорвил, департман Долина Марне, Париски регион, Француска (од 1993. године)